# Margaret McLean
Margaret McLean (7 de abril de 1845 – 14 de febrero de 1923) fue una australiana de origen escocés activista del «Movimiento para la templanza» y defensora de los derechos de la mujer.

## Biografía
Margaret Arnot nació en 1845 en Irvine, North Ayrshire, Escocia. Fue la hija menor de Andrew Arnot y Agnes Russell. Después de su matrimonio tomó el nombre de su esposo, McLean. 
En 1849, la familia se mudó a East Melbourne, Victoria, Australia, donde Margaret asistió como estudiante y fue maestra en la United Methodist Free Church School en Fitzroy, Victoria. Después de terminar la escuela, estudió profesorado en el Instituto de Preparación docente Melbourne, graduándose en 1862, antes de comenzar a trabajar como maestra en St James' Cathedral School. El 10 de marzo de 1869 se casó con William McLean, comerciante, con quien vivió en Kew, Victoria, y tuvo 11 hijos: seis hijas y cinco hijos.